# Northfield (Ohio)
Northfield és una població dels Estats Units a l'estat d'Ohio. Segons el cens del 2000 tenia 3.827 habitants.

## Demografia
Segons el cens del 2000, Northfield tenia 3.827 habitants, 1.573 habitatges, i 1.052 famílies. La densitat de població era de 1.380,9 habitants per km².
Dels 1.573 habitatges en un 33,4% hi vivien nens de menys de 18 anys, en un 48,2% hi vivien parelles casades, en un 14,3% dones solteres, i en un 33,1% no eren unitats familiars. En el 27,7% dels habitatges hi vivien persones soles el 6% de les quals corresponia a persones de 65 anys o més que vivien soles. El nombre mitjà de persones vivint en cada habitatge era de 2,43 i el nombre mitjà de persones que vivien en cada família era de 2,97.
Per edats la població es repartia de la següent manera: un 24,3% tenia menys de 18 anys, un 7,1% entre 18 i 24, un 36,5% entre 25 i 44, un 22,4% de 45 a 60 i un 9,7% 65 anys o més.
L'edat mediana era de 35 anys. Per cada 100 dones de 18 o més anys hi havia 95 homes.
La renda mediana per habitatge era de 41.027 $ i la renda mediana per família de 50.230 $. Els homes tenien una renda mediana de 35.777 $ mentre que les dones 25.795 $. La renda per capita de la població era de 19.007 $. Aproximadament el 2,1% de les famílies i el 4,3% de la població estaven per davall del llindar de pobresa.

## Poblacions més properes
El següent diagrama mostra les poblacions més properes.